# BMW R 75/6
La R 75/6 est un modèle de motocyclette du constructeur allemand BMW.
La BMW R 75/6, ainsi que les R 60/6 et R 90/6 mais aussi le modèle sport R 90 S sont communément appelées des BMW série 6.

## Historique
La série 6 qui fait suite à la série 5 fut présentée au salon de Paris en 1973.
La R 75/6 se distingue de son ancêtre la BMW R 75/5 par le remplacement du frein avant à tambour  par un frein à disque hydraulique ainsi que par une boite de vitesses à 5 rapports au lieu de 4.
En 1976 la série 7 remplacera la série 6 ; la R 75/7 restera très proche de la R 75/6 à l'exception notable de la forme du réservoir.

## Caractéristiques
Elle est équipée d'un moteur Flat-twin un Moteur à plat, (dont les pistons se déplacent à l'horizontale) qui est placé bas sur le châssis, facilitant ainsi l'accessibilité mécanique ainsi que la stabilité par l'abaissement du centre de gravité du véhicule.

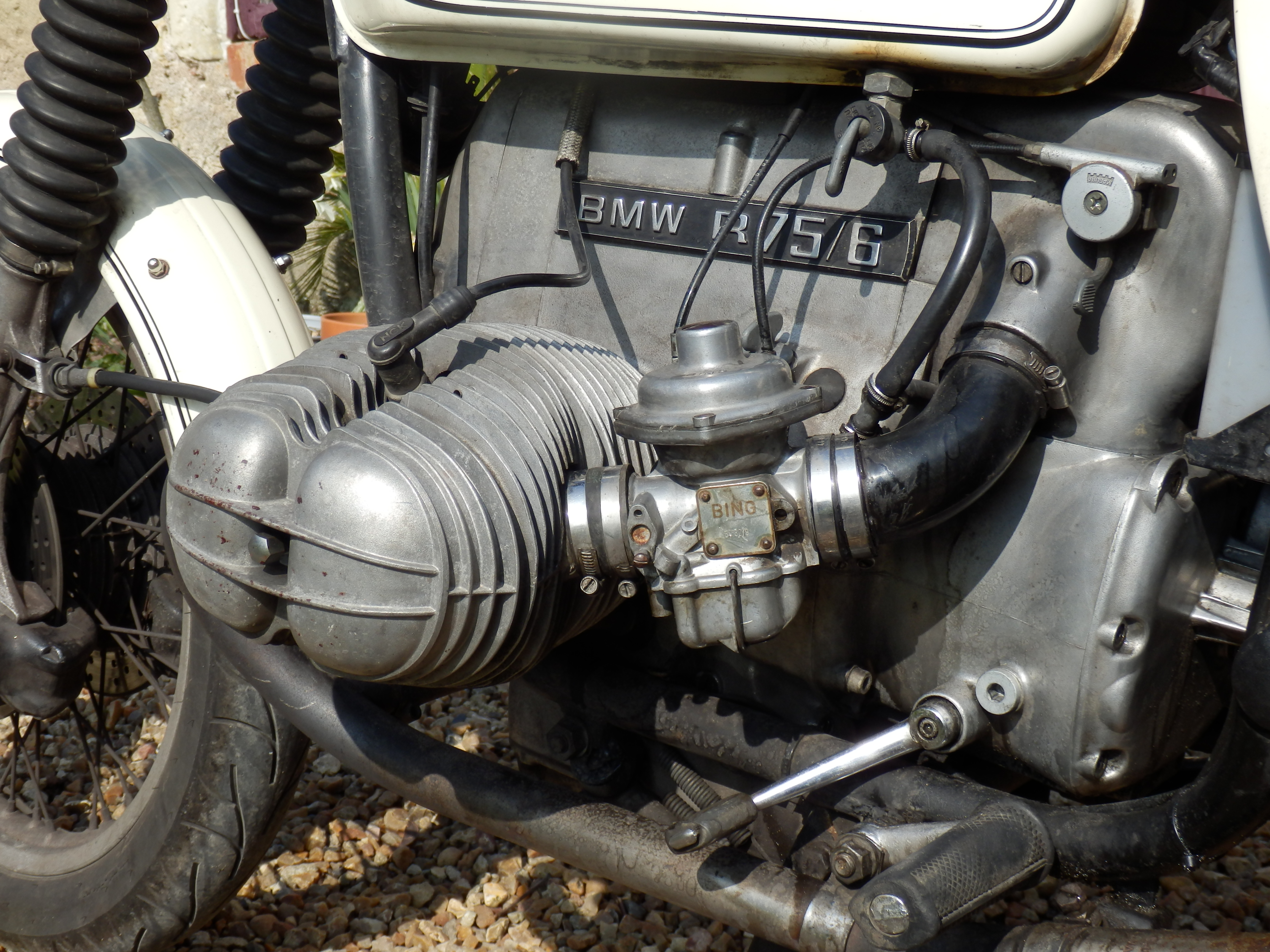
flat-twin
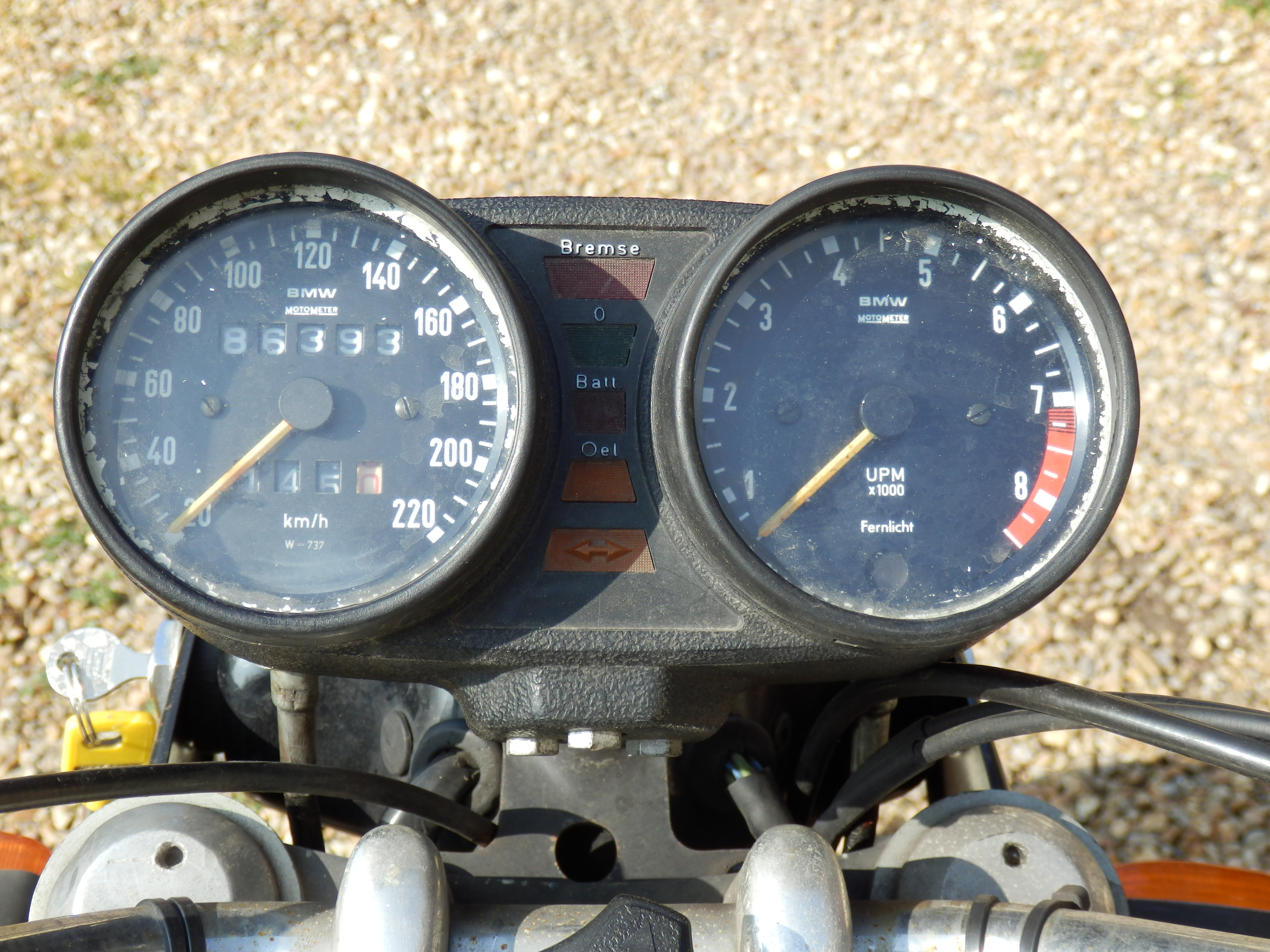
tableau de bord

Le design de la série 6 a vu la participation du designer français Paul Bracq .
Les coloris proposés originellement sont (dénomination BMW) : Bleu Monza - Vert Nurburgring - Rouge Bol d'Or - Argent Imola.
En 1975 un nouveau modèle de série 6, présenté au salon de Paris de 1974, est lancé.
Les modifications sur le modèle 75 sont les suivantes :
- Abandon du kick pour le démarrage ;
- Les disques de frein sont ajourés pour une meilleure efficacité contre la pluie ;
- Les modèles sont dotés de commutateurs électriques au guidon ;
- la biellette du mécanisme d'embrayage a été rallongée ;
- La puissance du démarreur est portée de 0,5 ch à 0,6 ch.